# Theo Vienne

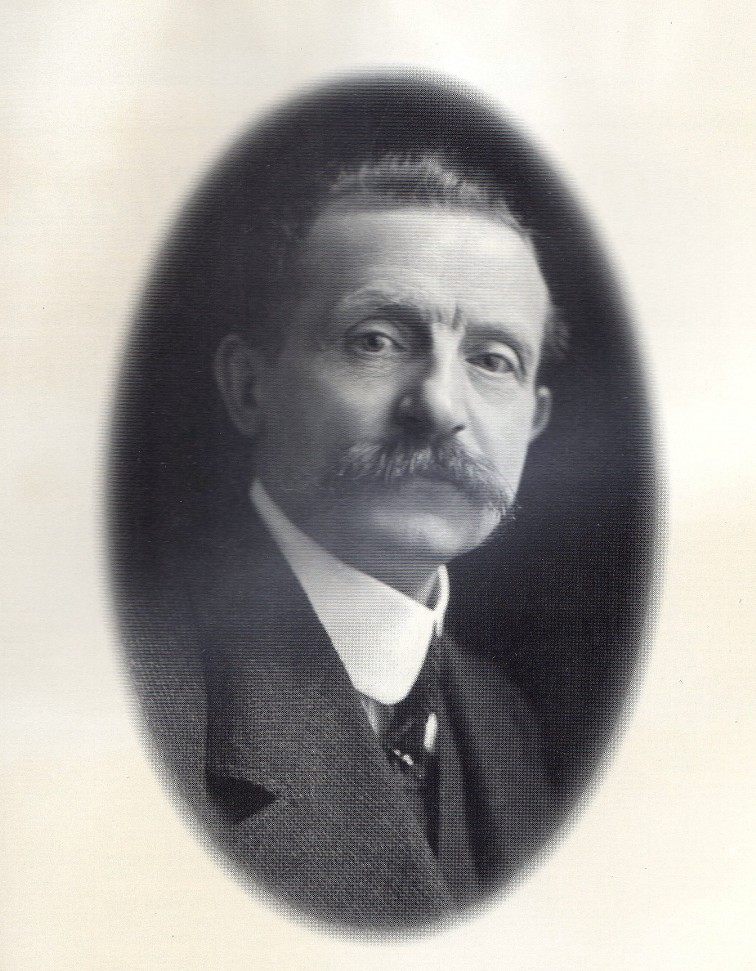
Theo Vienne

Theo Vienne (Roubaix, 28 juli 1864 - Parijs, 1 maart 1921) was een Franse textielfabrikant die samen met Maurice Perez de eerste editie van de wielerwedstrijd Parijs-Roubaix organiseerde in 1896. Hij was ook oprichter van de Vélodrome André Pétrieux waar deze wedstrijd aankomt. Verder was hij medestichter van de Franse biljartbond en organisator van bokswedstrijden in Parijs. Vienne was eigenaar en directeur van het reuzenrad in Parijs.